# Lemmi und die Schmöker
Lemmi und die Schmöker war eine Kinder-Fernsehserie, in der von 1973 bis 1979 und in der zweiten Serie 1983 Bücher vorgestellt wurden. Produziert wurde die Serie vom WDR im Auftrag der ARD. Drehbuchautor und Regisseur der Folgen war Peter Podehl, der später auch der Drehbuchautor und Regisseur der Serie Hallo Spencer war.

## Darsteller
- Die Handpuppe Lemmi, der Bücherwurm (hieß vollständig Herr Balduin Percy Hannibal Lehmann), gespielt und gesprochen von Gerhard Mensching
- Hannes Kaetner, Hausmeister Herr Willibald (1973–1979)
- Uta Maria Schütze, Bibliothekarin Fräulein Silvia (Folgen 1–4 (1973))
- Hilde Lermann, Bibliothekarin Fräulein Sibille (Folge 5 (1973))
- Barbara Capell, Bibliothekarin Fräulein Sabine (Folgen 6–16 (1974–75))
- Juanita Tock, Bibliothekarin Fräulein Susanne (Folgen 17–21 (1975–76) + Wir warten auf das Christkind (1975))
- Agnes Dünneisen, Bibliothekarin Fräulein Sonja (Folgen 22–24 (1978) + 26 (1979))
- Felicitas Peters, Bibliothekarin Fräulein Vera (Folgen 17 (1975), 25+27 (1979))
- Andreas Kaufmann, Andreas (1983)

## Ablauf der Sendung
Es wurde pro Sendung meist nur ein Buch mittels Filmausschnitten vorgestellt. In diesen Filmausschnitten waren einige Stellen des Buches als kurze Szenen mit Schauspielern inszeniert, sie sollten so mit den Mitteln des Fernsehens bei den Kindern für das Lesen des ganzen Buchs werben.
Es gab eine Teleliftanlage im Studio (Bücherei). Die Teleliftanlage ist eine Schienenförderanlage und ähnelt einer Rohrpostanlage. In den Wagen waren magische Tücher, die vom Hausmeister gehalten und in die per Bluescreen-Technik-Filme eingeblendet wurden. Die Darsteller unterhielten sich mit verkleinerten Protagonisten aus dem Film, die aus einem Buch oder den Tüchern herauskamen. 1983 gab es statt der Tücher eine sogenannte „Extraktionsmaschine“.

## Versionen der Handpuppe
Es gab zwei verschiedene Versionen von Lemmi. Zunächst gab es die hellbraune Stricksocke mit schwarzem Haar und Brille, erfunden von Friedrich Arndt und gestrickt von seiner Ehefrau Anni.
1983 war Lemmi aus Schaumstoff und hatte eine Glatze.

## Vorgestellte Bücher
Es wurden zunächst 27 Folgen und eine Weihnachtssondersendung produziert, denen 1983 13 weitere Folgen in gänzlich neuem Umfeld und mit neuer Puppe folgten. 
Titelliste der Sendungen
1. "Flieger aus Schweden",  8. April 1973
  - Nils Holgersson (schwed. Nils Holgerssons underbara resa genom Sverige) von Selma Lagerlöf
  - Karlsson vom Dach (schwed. Karlsson på taket) von Astrid Lindgren
2. "Die Bärenbücher", 15. April 1973
  - Pu der Bär (engl. Winnie-the-Pooh) von A. A. Milne
  - Ein Bär mit Namen Paddington (engl. A Bear Called Paddington) von Michael Bond
  - Grischka und sein Bär (frz. Grichka et son ours) von René Guillot
3. "Pirat und Walfänger", 22. April 1973
  - Moby Dick von Herman Melville
  - Die Schatzinsel (engl. Treasure Island) von Robert Louis Stevenson
4. "Zettelwirtschaft", 29. April 1973
  - Grimpel (engl. Grimble) von Clement Freud
  - Nachtpapa (schwed. Nattpappan) von Maria Gripe
5. "Jennie und die wilden Kerle", 6. Mai 1973
  - Higgelti Piggelti Pop! (engl. Higglety Pigglety Pop!) von Maurice Sendak
  - Wo die wilden Kerle wohnen (engl. Where the Wild Things Are) von Maurice Sendak
6. "Der falsche Spitzbart", 6. Januar 1974
  - Gepäckschein 666 von Alfred Weidenmann
  - Nick Knatterton von Manfred Schmidt (Comiczeichner)
7. "Es spukt – Spukt es?", 13. Januar 1974
  - Das Gespenst von Canterville (engl. The Canterville Ghost) von Oscar Wilde
  - Das Haus (frz. La Maison) von André Maurois (aus der Sammlung Der Jahrmarkt von Neuilly / La foire de Neuilly)
  - Das Wassergespenst von Harrowby Hall (engl. The Water Ghost of Harrowby Hall) von John Kendrick Bangs
8. "Der Mond gestern und heute", 17. Januar 1974
  - Von der Erde zum Mond (frz. De la Terre à la Lune) von Jules Verne
9. "Zweimal Balduin", 20. Januar 1974
  - Mein Elefant heißt Dominik (poln. Proszę słonia) von Ludwik Jerzy Kern
  - Balduin Baumelschuh (schwed. Daniel Doppsko) von Lennart Hellsing
10. "... und die Omas", 27. Januar 1974
  - Unsere Oma von Ilse Kleberger
  - 1 : 0 für Simpis Großmutter (engl. Simpey Come to Stay) von Elizabeth Roberts
  - Die fliegende Großmutter (jap. おばあさんのひこうき obāsan no hikōki) von Satoru Satō
11. "Silas und der Zettelbaum", 29. August 1974
  - Silas von Cecil Bødker
12. "Geh doch zu Momo", 1. Mai 1975
  - Momo von Michael Ende
13. "Silberlöffel kriegen Kinder", 3. Juni 1975
  - Als Schlemihl nach Warschau ging von Isaac Bashevis Singer
  - Wasja kauft den Hund im Sack (russ. Приключения Васи Куролесова Priključenija Vasi Kurolesova) von Juri I. Kowal (Юрий Иосифович Коваль)
14. "Wer ist denn Lemmix?", 10. Juni 1975
  - Micky Maus von Walt Disney
  - Asterix von René Goscinny und Albert Uderzo
  - Die Peanuts von Charles M. Schulz
15. "Tausche Segelboot gegen nasse Matratze", 17. Juni 1975
  - Moritz sammelt einfach alles (engl. Maurice's Room) von Paula Fox
  - Der Sonntagsvater von Eveline Hasler
16. "Der Plumps durch die Spirale", 24. Juni 1975
  - Don Quijote von Miguel de Cervantes
  - Der Marionettenspieler von Hans Christian Andersen
17. Kein Tag wie jeder andere (engl. All and More) von Joan Aiken, 28. September 1975[1]
18. Als Hitler das rosa Kaninchen stahl (engl. When Hitler Stole Pink Rabbit) von Judith Kerr, 5. Oktober 1975
19. Das hat der Kopf sich ausgedacht (engl. The Great Brain) von John D. Fitzgerald, 17. Oktober 1976
20. Kai entdeckt die Freundschaftsinsel von Rolf Ulrici, 24. Oktober 1976
21. Mein Zeuge ist Don Gasparro von Sigismund von Radecki, 31. Oktober 1976[2]
22. Die Tochter des Schaubudenbesitzers (russ. Ножи Noži) von Valentin Katajew, 5. März 1978
23. Bedingungslos von Irene Rodrian, 12. März 1978
24. Das kalte Herz von Wilhelm Hauff, 19. März 1978
25. Ich spucke gegen den Wind (engl. The Cradle of the Deep) von Joan Lowell, 7. Oktober 1979
26. Ich bin David (dän. David) von Anne Holm, 14. Oktober 1979
27. Was für eine verrückte Familie (tschech. Naše bláznivá rodina) von Jan Procházka, 28. Oktober 1979

Weihnachtswartesendung vom 24. Dezember 1975
- Hilfe, die Herdmanns kommen (engl. The Best Christmas Pageant) von Barbara Robinson
- Als Vaters Bart noch rot war von Wolfdietrich Schnurre
- Als ich noch der Waldbauernbub war von Peter Rosegger

Zweite Serie mit 13 Folgen
1. Rosa Riedl – Schutzgespenst von Christine Nöstlinger, 4. September 1983
2. Der Zaubertrommler (ital. Tante storie per giocare) von Gianni Rodari, 11. September 1983
3. Der Tag, an dem der Sandmann erwachte von Gerhard Ullmann und Uta Ullmann-Iseran, 18. September 1983
4. Psammy sorgt für Abenteuer (engl. Five children and it) von Edith Nesbit, 25. September 1983
5. Der Detektiv von Paris von Walter Hansen, 2. Oktober 1983
6. Die 271. Nacht ("Die Geschichte des Prinzen Ahmed und der Fee Pari Banu") aus Märchen aus Tausendundeiner Nacht, 9. Oktober 1983
7. Wieviel Erde braucht der Mensch (russ. Много ли человеку земли нужно? Mnogo li čeloveku zemli nužno?) von Lew Nikolajewitsch Tolstoi, 16. Oktober 1983
8. Der Brief für den König (niederl. De brief voor de koning) von Tonke Dragt, 23. Oktober 1983
9. Z wie Zacharias (engl. Z for Zachariah) von Robert C. O’Brien, 30. Oktober 1983
10. Die siebente Reise aus Sterntagebücher (poln. Dzienniki gwiazdowe) von Stanisław Lem, 6. November 1983
11. Jacob, der ein Kartoffelbergwerk träumte von Ursula Wölfel, 13. November 1983
12. Mit Großvater auf Safari von Walter Wippersberg, 20. November 1983
13. Baron Münchhausen von Gottfried August Bürger, 27. November 1983

## Ausstrahlung
Komplett wiederholt wurde die Serie 1985. Allerdings gab es auch später immer wieder Auszüge oder einzelne Folgen. So zum Beispiel 2004 in Hase Cäsar präsentiert ... Klassiker des Kinderprogramms (KI.KA). Zuvor wurde die Serie auch oft in der Weihnachtszeit wiederholt.